# Nick Cassidy
Nick Cassidy (Auckland, 1994. augusztus 19. –) új-zélandi autóversenyző, akit fiatal kora óta ígéretes tehetségnek tartanak.
Hazájában kezdett el versenyezni a Toyota Racing Seriesben, majd Japánba költözött, hogy a Super Formula sorozatban versenyezzen. Itt 2019-ben bajnok lett, karrierje tovább szárnyalt. 2020-ban pedig világszintre lépve a Formula E-ben versenyez. A Virgin Racing, az Envision Racing és most a Jaguar Racing is válluk alá vették, utóbbival pedig 2023-ban második helyezést ért el. Csapattársa honfitársa, Mitch Evans.
2025-ben bejelentette, hogy abbahagyja a versenyzést, és a paddockban dolgozik tovább.

## Teljes Formula–E eredménylistája
(Táblázat értelmezése)

(Félkövér: pole-pozícióból indult; dőlt: leggyorsabb kört futott) 

| Év      | Csapat          | 1      | 2      | 3      | 4      | 5      | 6      | 7      | 8      | 9      | 10     | 11     | 12     | 13     | 14     | 15     | 16     | Helyezés | Pont |
| ------- | --------------- | ------ | ------ | ------ | ------ | ------ | ------ | ------ | ------ | ------ | ------ | ------ | ------ | ------ | ------ | ------ | ------ | -------- | ---- |
| 2020–21 | Envision Racing | DIR 19 | DIR 14 | ROM 15 | ROM Ki | VAL 4  | VAL 13 | MON 8  | PUE Ki | PUE 2  | NYC 4  | NYC 2  | LON 11 | LON 7  | BER 14 | BER 17 |        | 15.      | 76   |
| 2021–22 | Envision Racing | DIR 7  | DIR 16 | MEX 13 | ROM 9  | ROM Ki | MON 7  | BER Ki | BER 21 | JAK 16 | MAR 13 | NYC 1  | NYC 15 | LON 3  | LON Ki | SEO 10 | SEO 8  | 11.      | 68   |
| 2022–23 | Envision Racing | MEX 9  | DRH 6  | DRH 13 | HAI 2  | FOK 3  | SAP 2  | BER 5  | BER 1  | MCO 1  | JAK 7  | JAK 18 | POR 1  | ROM 2  | ROM 14 | LON Ki | LON 1  | 2.       | 199  |
| 2023–24 | Jaguar          | MEX 3  | DIR 3  | DIR 1  | SAP Ki | TOK 8  | MIS Ki | MIS 3  | MON 2  | BER 1  | BER 2  | SHA 3  | SHA 4  | POR 19 | POR 13 | LON 7  | LON Ki | 3.       | 176  |
| 2024–25 | Jaguar          | SAP Ki | MEX 12 | JED 11 | JED 5  | MIA 15 | MON 18 | MON 3  | TOK 10 | TOK 7  | SHA 21 | SHA 1  | JAK 6  | BER 5  | BER 1  | LON 1  | LON    | 3.*      | 127* |

* A szezon jelenleg is zajlik.
† A versenyt nem fejezte be, de helyezését értékelték, mert a versenytáv több, mint 90%-át teljesítette